# Katharina Hechler
Katharina Hechler (* 10. März 2000 in Speyer) ist eine deutsche Radsportlerin.

## Sportliche Laufbahn
Seit 2009 ist Katharina Hechler als Radsportlerin aktiv. 2015 sowie 2016 wurde sie deutsche Jugend-Meisterin im Omnium, 2016 holte sie ebenfalls den Titel im Straßenrennen. 2018 errang Hechler ihre ersten internationalen Erfolge, als sie bei den Junioren-Weltmeisterschaften Bronze im Scratch errang und auf europäischer Ebene mit Ricarda Bauernfeind Bronze im Zweier-Mannschaftsfahren der Juniorinnen. Bei den deutschen Bahnmeisterschaften im selben Jahr wurde sie Junioren-Meisterin im Punktefahren und mit Bauernfeind im Madison. Auf der Straße belegte sie bei der deutschen Straßenmeisterschaft der Juniorinnen Platz zwei. 2019 wurde sie bei der deutschen Meisterschaft mit Bauernfeind Dritte im Zweier-Mannschaftsfahren der Elite.
2020 fuhr Katharina Hechler für das Continental Team Cogeas-Mettler und 2023 für Maxx-Solar Rose Women Racing.

## Erfolge

### Bahn
2015
- Deutsche Jugend-Meisterin – Omnium

2016
- Deutsche Jugend-Meisterin – Omnium

2018
- Junioren-Weltmeisterschaft – Scratch
- Junioren-Europameisterschaft – Zweier-Mannschaftsfahren (mit Ricarda Bauernfeind)
- Deutsche Junioren-Meisterin – Punktefahren, Zweier-Mannschaftsfahren (mit Ricarda Bauernfeind)

### Straße
2016
- Deutsche Jugend-Meisterin – Straßenrennen